# Goldenport Circuit

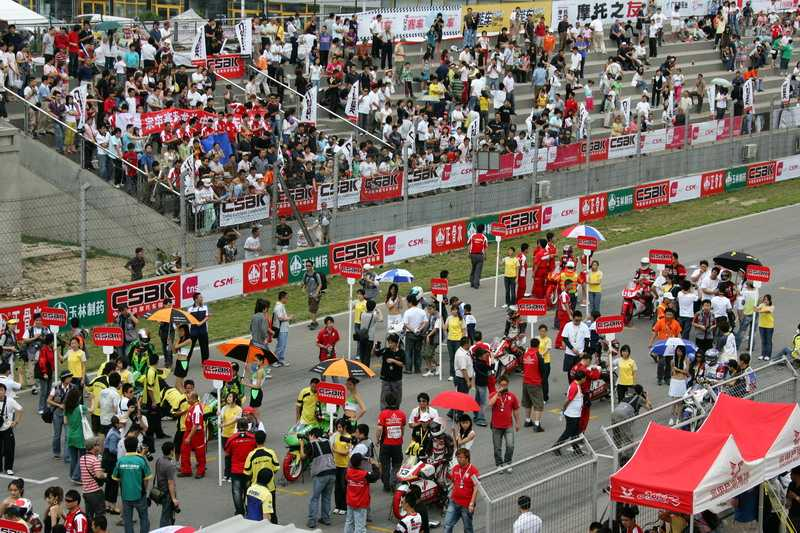
Chinesische Superbike-Meisterschaft 2008

Der Goldenport Circuit ist eine permanente Motorsport-Rennstrecke im Stadtbezirk Chaoyang in Peking. Sie liegt etwa 6 km südwestlich des Beijing Capital Airports im Stadtteil Jinzhanxiang.

## Beschreibung
Die 2001 eröffnete Strecke ist erst die zweite permanente Rennstrecke in China. Entworfen wurde sie von dem Australier Michael McDonough, der bereits am Bau des Zhuhai International Circuit beteiligt war. Die Strecke ist nach FIA-Grad 3 homologiert.
Die Anlage ist sehr kompakt angelegt, mit einem Offroadkurs und Fischteich. Die Strecke ist 2,4 km lang mit 12 Kurven und 25 Boxengaragen und wird gegen den Uhrzeigersinn befahren. Planungen, die Strecke zu verlängern wurden bislang nicht umgesetzt.

## Veranstaltungen
Neben der chinesischen Superbike-Meisterschaft und der China Touring Car Championship (CTCC) fand hier 2011 ein Lauf der FIA-GT1-Weltmeisterschaft statt. Dieser Lauf wurde nach der Absage von Curitiba im August als Ersatz aufgenommen.
2014 fand hier ein Lauf der Tourenwagen-Weltmeisterschaft statt, welcher als Ersatz für das abgesagte Rennen auf dem Sonoma Raceway in den Rennkalender aufgenommen wurde.
2015, 2017 und 2018 beherbergte der Kurs je eine Runde der Chinese Truck Racing Championship. Die chinesische Formel 4 Meisterschaft trat von 2015 bis 2017 auf dem Kurs an. Auftritte der chinesischen GT-Meisterschaft fanden zwischen 2016 und 2018 statt.